# 극소 국가

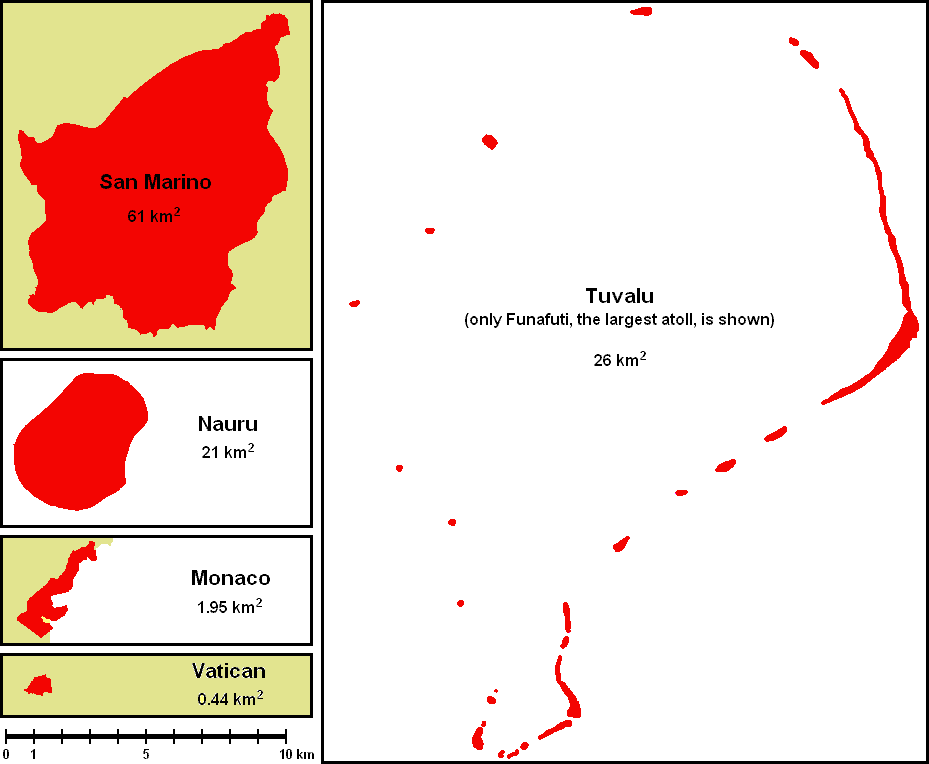
면적별로 세계에서 가장 작은 다섯 개의 주권 국가: 산마리노, 투발루, 나우루, 모나코, 바티칸 시국은 크기 비교를 위해 동일한 척도로 표시된다

극소 국가(極小國家) 또는 소국(小國)은 국토가 좁고 인구가 아주 적은 나라를 가리킨다.
일반적으로 약소국으로 분류되나, 유엔에서는 모든 나라가 1표의 권한을 행사할 수 있으므로 이런 극소 국가가 유엔 회원국인 경우 나라의 규모와 상관없이 명목상 동등한 영향력을 행사할 수 있다.
현재 세계에서 가장 작은 나라는 바티칸 시국으로 인구는 921명(2005년 기준), 면적은 0.44 km2이다.

## 목록
- 바티칸 시국 (0.44km2, 921명)
- 모나코 (1.95km2, 32,000명)
- 나우루 (21km2, 13,770명)
- 투발루 (26km2, 11,992명)
- 산마리노 (61.2km2, 25,000명)
- 리히텐슈타인 (160km2, 31,000명)
- 팔라우 (458km2, 20,842명)
- 안도라 (468km2, 68,000명)
- 몰디브(298km2, 341,256명)
- 싱가포르(718km2, 5,469,700명)

## 같이 보기
- 마이크로네이션
- 유럽의 극소 국가